# Houlbec-près-le-Gros-Theil
Houlbec-près-le-Gros-Theil település Franciaországban, Eure megyében. Lakosainak száma 88 fő (2018. január 1.). Houlbec-près-le-Gros-Theil Bosguérard-de-Marcouville és Le Bosc-du-Theil községekkel határos.

## Népesség
A település népességének változása:
| Lakosok száma | 61   | 57   | 57   | 79   | 82   | 115  | 109  | 105  | 102  | 88   |
|               | 1968 | 1975 | 1982 | 1990 | 1999 | 2011 | 2013 | 2015 | 2017 | 2018 |